# Millime
Millime és un terme per a la mil·lèsima fracció de determinades monedes. S'utilitza en particular per a les subdivisions del dinar tunisià. Es diu dirham (درهم) a Líbia i fill (فلس) a Kuwait, l'Iraq, Bahrain i Jordània. També es va utilitzar per designar les subdivisions de la lliura egípcia.
El terme prové del sistema decimal, establert per la Convenció Nacional (llei de 18 Germinal any III), així com del dècim que designa la desena fracció de la moneda i el centim que designa la centèsima fracció. El seu objectiu era substituir les subdivisions no decimals de les antigues monedes. Es troba en altres idiomes com millimo (Espanya) o mil (Estats Units).
El millime (mil) era la moneda divisional de la lliura palestina (1926-1950).